# ディトリウ・ブルンク
ディトリウ・ブルンク（Ditlev Conrad Blunck、1798年6月22日 - 1853年1月7日）はデンマーク、ドイツの19世紀前半の画家である。

## 略歴
現在はドイツ領のシュレースヴィヒ＝ホルシュタイン州のミュンスタードルフ（Münsterdorf）に生まれた。16歳でコペンハーゲンの王立美術院に入学し、1818年まで学んだ後、教師の勧めで、ミュンヘン美術院の校長、ヨハン・ペーター・フォン・ランガーのもとで学んだ。1820年にコペンハーゲンに戻り、再び王立美術院に入学し、ルンド（Johan Ludwig Lund）、エカスベア（Christoffer Wilhelm Eckersberg）に学んだ。同時期の学生に、ヴィルヘルム・ベンズやエルンスト・マイヤーがいる。1827年に王立美術院の展覧会に出展し金賞を受賞した。
1828年から海外にでて、ローマやベルリン、ドレスデン、ミュンヘンで活動した。ローマではデンマークの彫刻家、ベルテル・トーヴァルセンと知り合い、ドイツ人のナザレ派の画家、ヨハン・フリードリヒ・オーファーベックの影響を受けて宗教的な題材の絵も描くようになった。ヴェネツィアやフィレンツェにも訪れた。
1838年にコペンハーゲンに戻り、2年ほど留まった後、1840年に同性愛のスキャンダルがあって、ベルリンに移り、翌年ミュンヘンに移った。1842年から1848年の間はウィーンで暮らし、ドイツ系画家の美術集団に所属した。
1848年のシュレースヴィヒ公国とホルシュタイン公国の帰属を巡る第一次シュレースヴィヒ＝ホルシュタイン戦争が始まるとホルシュタイン生まれのブルンクはデンマークに対立する側についた。

## 作品

ローマのデンマーク人美術家たち
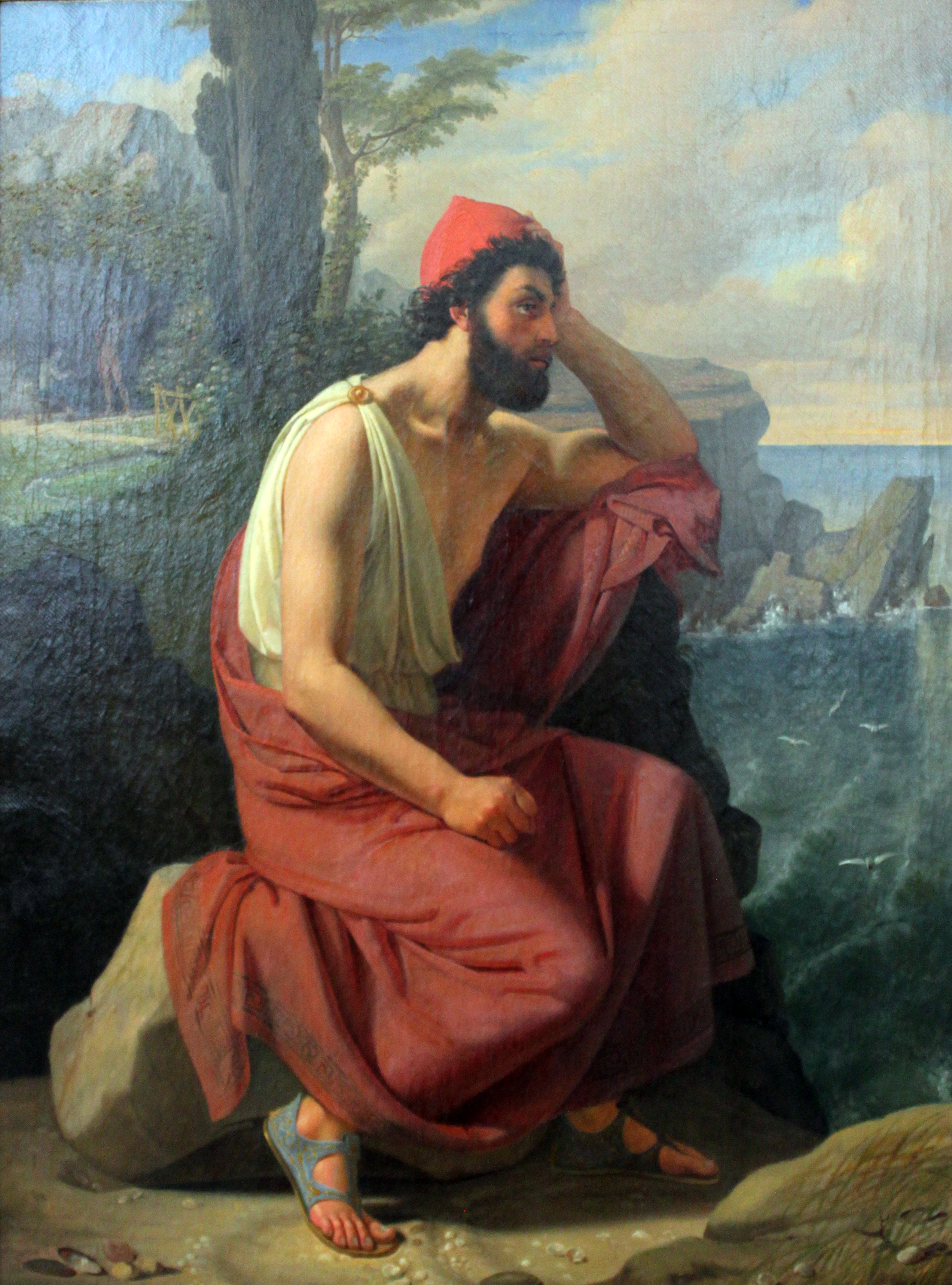
カリプソの島のオデッセイ(1830)
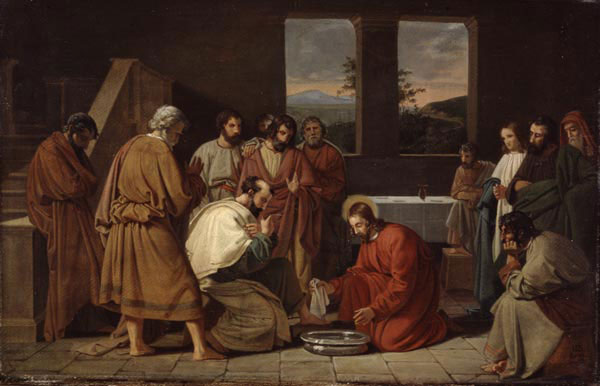
"Fußwaschung"(1831)